# Wolffia arhiza
Wolffia arhiza là một loài thực vật có hoa trong họ Ráy (Araceae). Loài này được Wimm. miêu tả khoa học đầu tiên năm 1857.